# 蒙捷绍姆
蒙捷绍姆（法語發音：[mɔ̃tjɛʁʃom] ⓘ），法国中部市镇，位于中央-卢瓦尔河谷大区安德尔省，隶属于沙托鲁区，其市镇面积为37.2平方公里，2022年1月1日时人口数量为1,637人，在法国城市中排名第6,470位。
蒙捷绍姆位于安德尔省中东部，沙托鲁机场东侧，法国国道N151线及莱索布赖—蒙托邦铁路过境。

## 地名来源

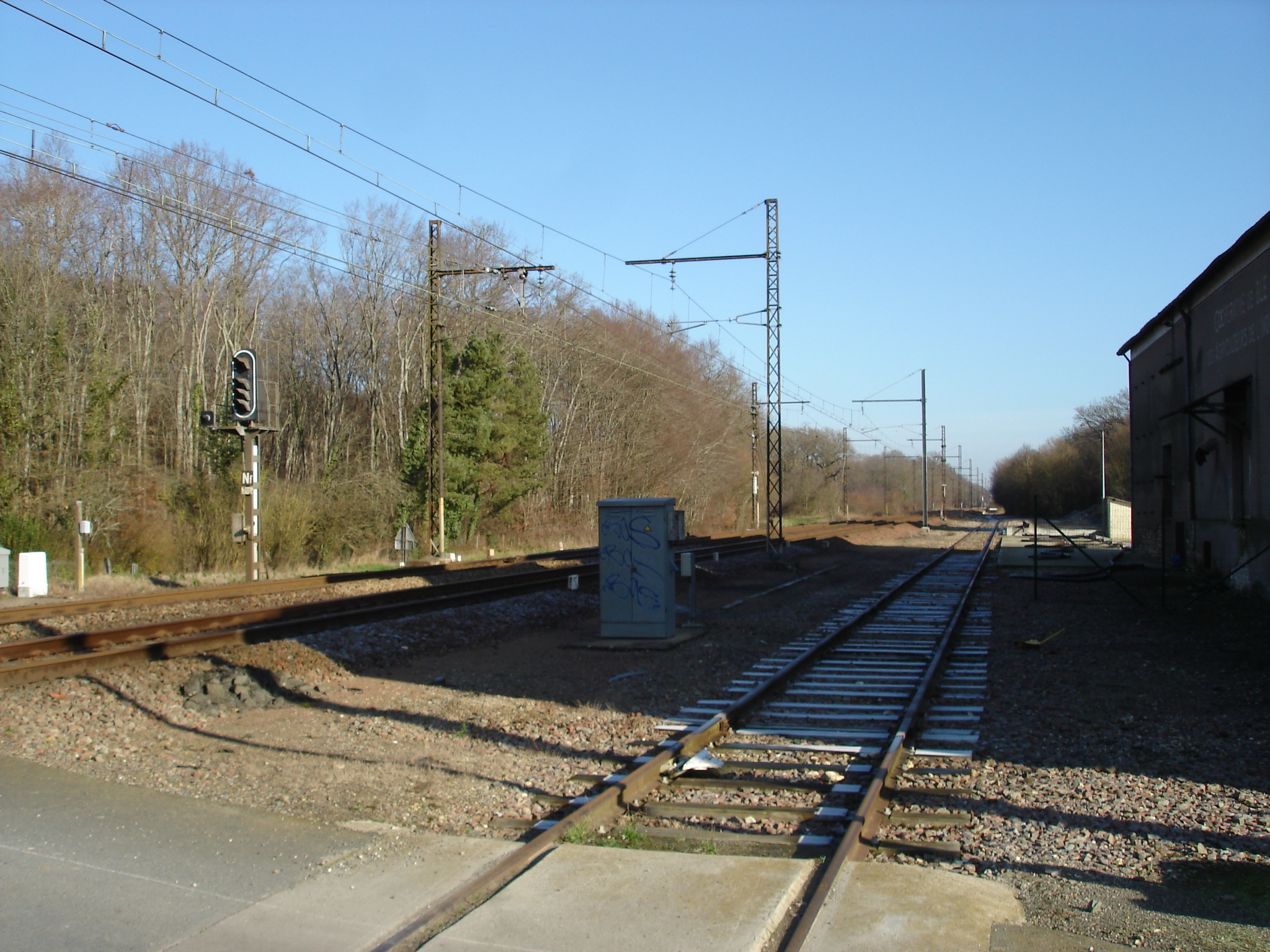
蒙捷绍姆火车站旧址

根据当地官方网站的论述，“Montierchaume”一名转写自“Moutier Chaumes”，意为“纪念Maurice的修道院”。

## 历史
蒙捷绍姆的早期历史尚不清楚。根据当地官方网站的论述，蒙捷绍姆始建于公元11至12世纪间，彼时当地建成了一处纪念天主教圣人莫里斯的修道院。15世纪时，当地教堂内建成一座石质雕像。法国大革命后，蒙捷绍姆成为安德尔省的一个市镇。工业革命期间，途径蒙捷绍姆境内的莱索布赖—蒙托邦铁路建成通车。第一次世界大战末期，美国空军曾在蒙捷绍姆附近建造军事营地，战后废弃。自20世纪中后期以来，得益于沙托鲁的城市扩张，蒙捷绍姆境内人口数量逐年增加，当地建成了多处现代居民建筑。

## 地理

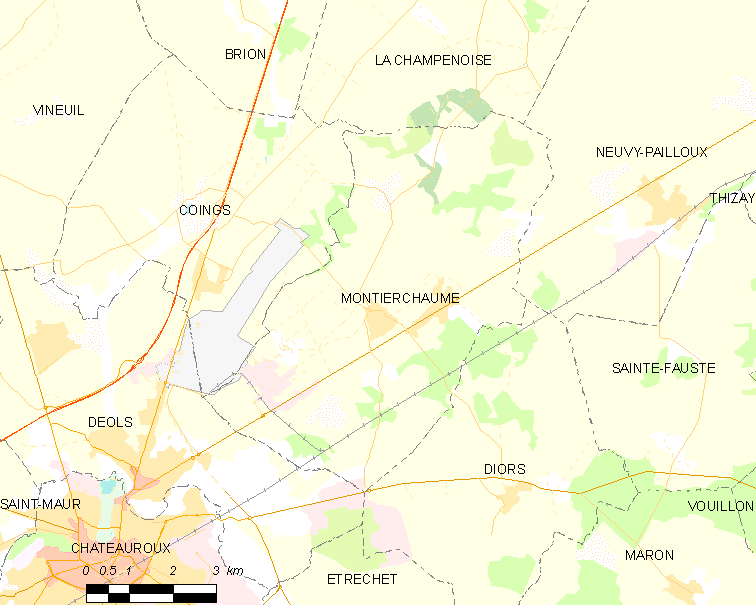
蒙捷绍姆市镇范围地图

蒙捷绍姆位于法国中部，中央-卢瓦尔河谷大区南部和安德尔省中东部，距离省会沙托鲁大约9公里。与蒙捷绍姆接壤的市镇包括：库万、拉尚珀努瓦斯、代奥勒、迪奥尔和讷维帕尤。

### 地形
蒙捷绍姆位于贝里平原西部腹地，境内以平原为主，市镇中心地势较为平坦，全境海拔在144到169米之间。

### 水文
蒙捷绍姆位于卢瓦尔河流域范围内，一条无名溪流发源于蒙捷绍姆境内并向南流去并注入安德尔河。

### 植被
蒙捷绍姆属于温带阔叶混交林区，林地散落分布于市镇中心部分区域，市镇范围东南部为菲诺树林（Bois des Fineaux）和雅里树林（Bois de la Jarrie）。
在鲜花城市的评比中，蒙捷绍姆暂未被评级。

### 气候
蒙捷绍姆在柯本气候分类法中属于温带海洋性气候（Cfb）。

## 行政区划
蒙捷绍姆的市镇编号为36128，邮政编号为36130。
在行政管理方面，蒙捷绍姆隶属于法国中央-卢瓦尔河谷大区安德尔省沙托鲁区；在地方选举方面，蒙捷绍姆隶属于阿尔当特县，其市镇范围全境被划入安德尔省第一选区；在社会管理方面，蒙捷绍姆是沙托鲁都会城市圈公共社区的组成部分。
截至2024年8月，蒙捷绍姆市镇范围内暂无任何城市敏感街区及城市政策优先街区。
法国国家统计与经济研究所（简称“INSEE”）在进行数据统计时，未将蒙捷绍姆划入任何城市核心区（Unité urbaine），将包括蒙捷绍姆在内的周边共44个市镇划为沙托鲁城市区。自2020年起，沙托鲁城市区被包含71个市镇的沙托鲁城市辐射区代替。此外，INSEE还将蒙捷绍姆市镇整体看作一个“块区”（IRIS），以便于统计人口分布情况。

## 交通

### 公路
法国国道N151线和安德尔省省道D80线在蒙捷绍姆境内交汇。中央-卢瓦尔河谷大区城际客运（商业名称为“Rémi”）下属的安德尔省城际客运V线经停蒙捷绍姆，可通往沙托鲁和布尔日及沿途所有市镇。
2020年，89.7%的蒙捷绍姆家庭拥有至少一辆私人汽车。2022年，蒙捷绍姆境内共发生各类交通事故1起，造成1人重伤。
| 12 | 8 |

| 沙托鲁 | 9.5 |

| 代奥勒 | 7.5 |

| 讷维帕尤 | 8 |

### 铁路

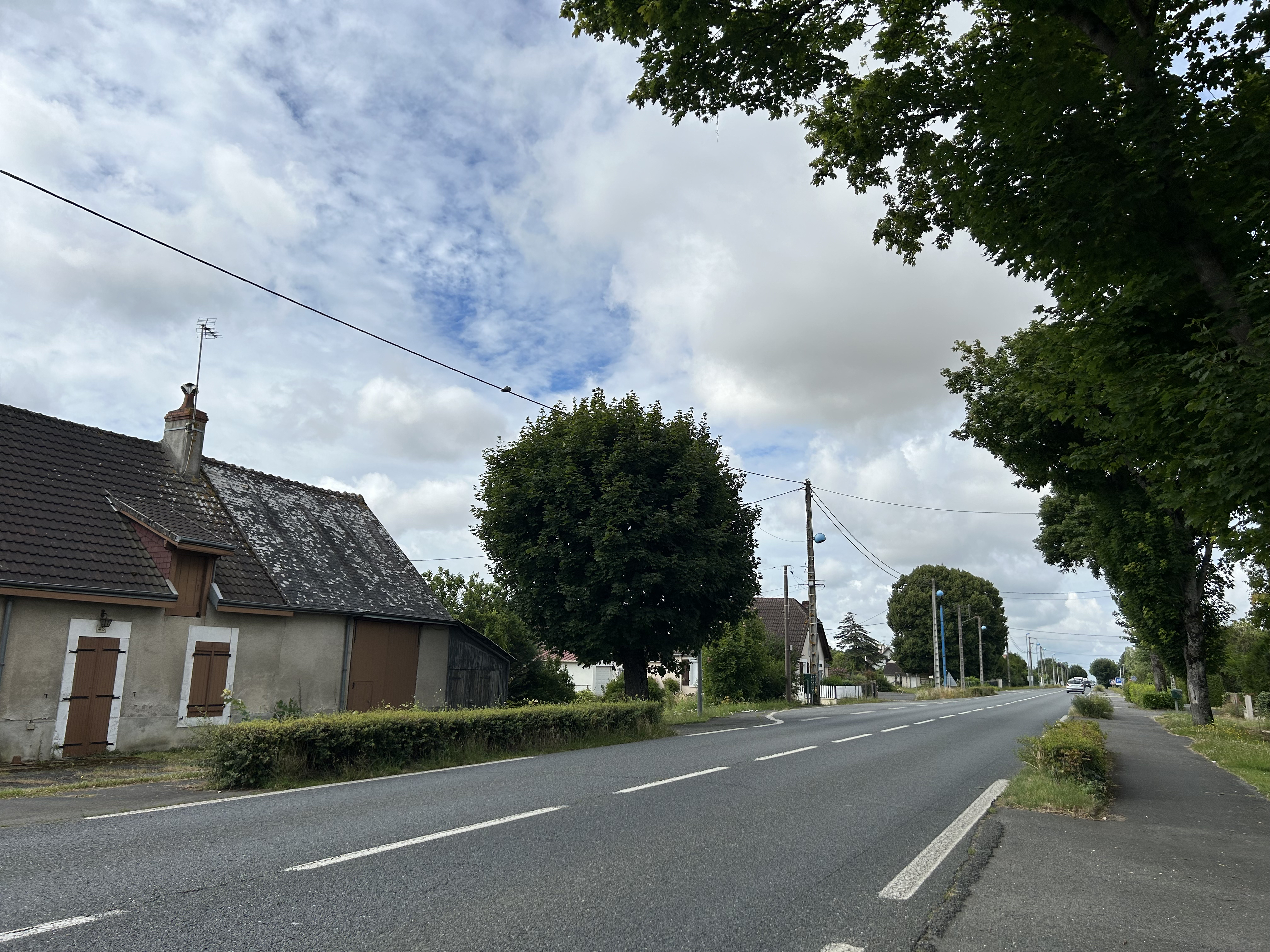
横穿克勒旺街区的国道N151线

蒙捷绍姆位于莱索布赖—蒙托邦铁路上，蒙捷绍姆站已停止服务。
距离蒙捷绍姆最近的运营中的客运铁路车站为8.5公里外的讷维帕尤站，该站停靠往返于奥尔良和阿让通一线的区域列车。

### 航空
蒙捷绍姆距离沙托鲁机场的公路里程大约8公里。

### 城市公共交通
蒙捷绍姆是沙托鲁城市公共交通（商业名称为“Horizon”）是当地的城市公共交通系统。截至2024年8月，该系统共包括12条常规公交线路，其中公交8路经过了蒙捷绍姆市区。

## 政治
蒙捷绍姆的现任市长为米歇尔·朗格莱先生（Michel LENGLET），他是一名右翼无党派人士，在2020年的市政选举中获得了64.60%的支持率。
在2022年的法国总统大选的第二轮选举中，法国极右翼政党国民阵线主席玛丽娜·勒庞在蒙捷绍姆获得了53.08%的支持率。

## 人口
2021年，蒙捷绍姆市镇人口数量为1,651，在法国排名第6,470位。其中男性843人，女性822人，75岁及以上人口占8.7%，外籍人口数量为14人，人口密度为44人/平方公里，当地居民被称为（男性）或（女性）。2022年，蒙捷绍姆境内出生17人，死亡人口19人。
| 蒙捷绍姆1901年－2021年人口变化情况 |
|                                    |
| 数据来源：Cassini、INSEE           |

## 经济
截至2024年8月，蒙捷绍姆市镇范围内共有各类用人单位（包含自雇）191家，平均历史为20年，其中98.98%为中小型企业（PME），2024年6月至8月间，当地的经济活力指数为0。（包装生产）、（包装生产）及（轻金属冶炼）是当地2022年已公布营业额最高的三个企业，分别为32,882,319欧元、21,007,406欧元和7,569,251欧元。

## 财政与居民收入
2022年，蒙捷绍姆的财政收入总额为1,840,930欧元，财政支出总额为1,661,060欧元，当年的债务总额为259,460欧元。2022年，蒙捷绍姆市镇通过增值税获得35,040欧元的收入，此外当地还共获得了21,250欧元的国家直接财政补助。
| 蒙捷绍姆居民收入情况                             | 蒙捷绍姆居民收入情况 | 蒙捷绍姆居民收入情况  | 蒙捷绍姆居民收入情况 |
| 内容                                             | 蒙捷绍姆             | 法国                  | 统计年份             |
| ------------------------------------------------ | -------------------- | --------------------- | -------------------- |
| 征税家庭总数                                     | 715                  | 1,081（法国市镇平均） | 2022年               |
| 居民平均月收入                                   | 2,159欧元            | 2,435欧元             | 2022年               |
| 高级职员人均月收入                               | 不详                 | 4,331欧元             | 2021年               |
| 中级职员人均月收入                               | 不详                 | 2,470欧元             | 2021年               |
| 普通职员人均月收入                               | 不详                 | 1,801欧元             | 2021年               |
| 贫困率                                           | 不详                 | 14.5%                 | 2020年               |
| 青壮年（15至64岁）失业率                         | 7.0%                 | 7.4%                  | 2020年               |
| 征税家庭数量占比                                 | 48.2%                | 45.5%                 | 2020年               |
| 家庭年均纳税                                     | 1,806欧元            | 4,393欧元             | 2022年               |
| 资料来源：INSEE、L'Internaute、Le Journal du Net |                      |                       |                      |

## 社会事务

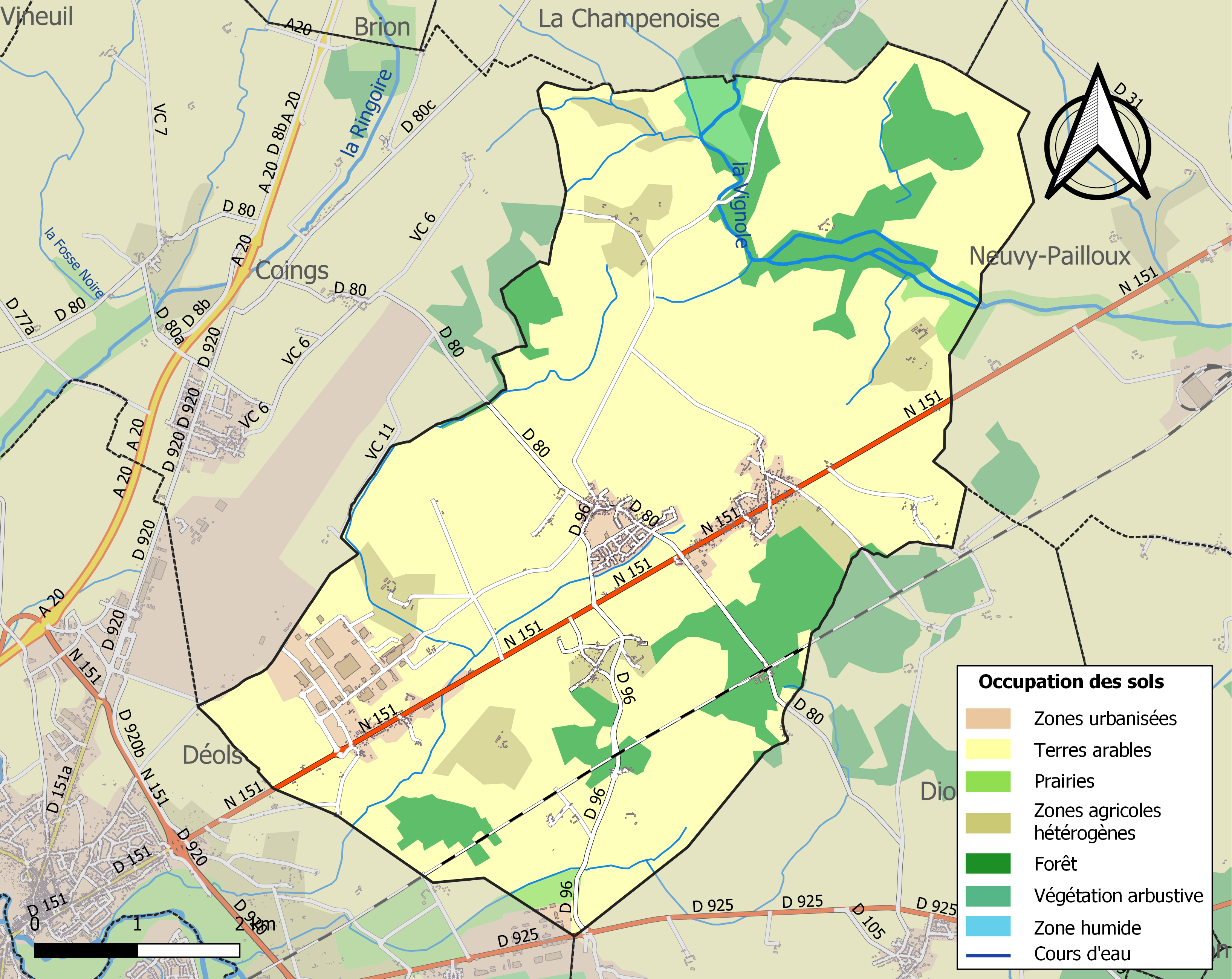
蒙捷绍姆土地利用情况地图

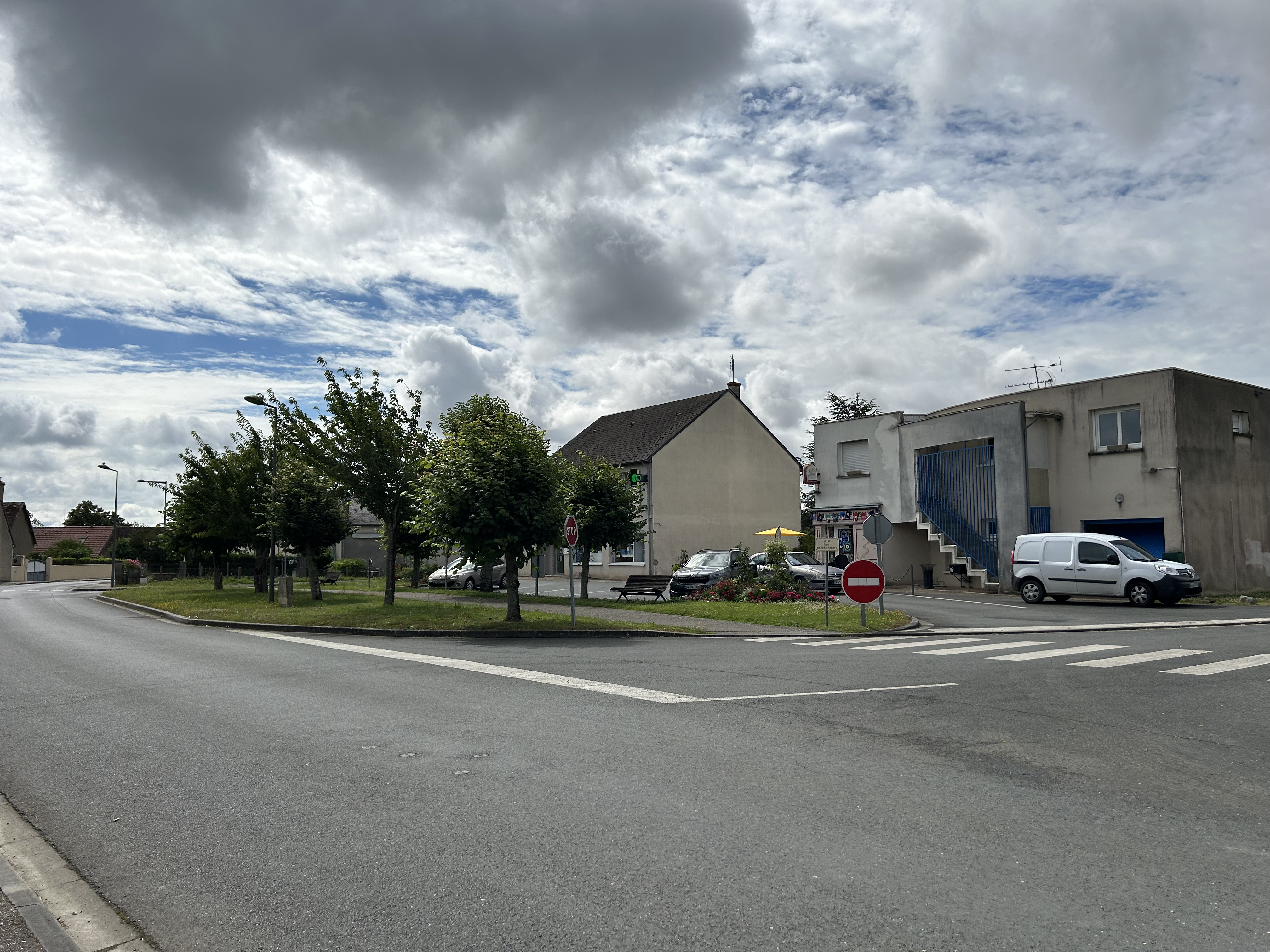
便民商铺

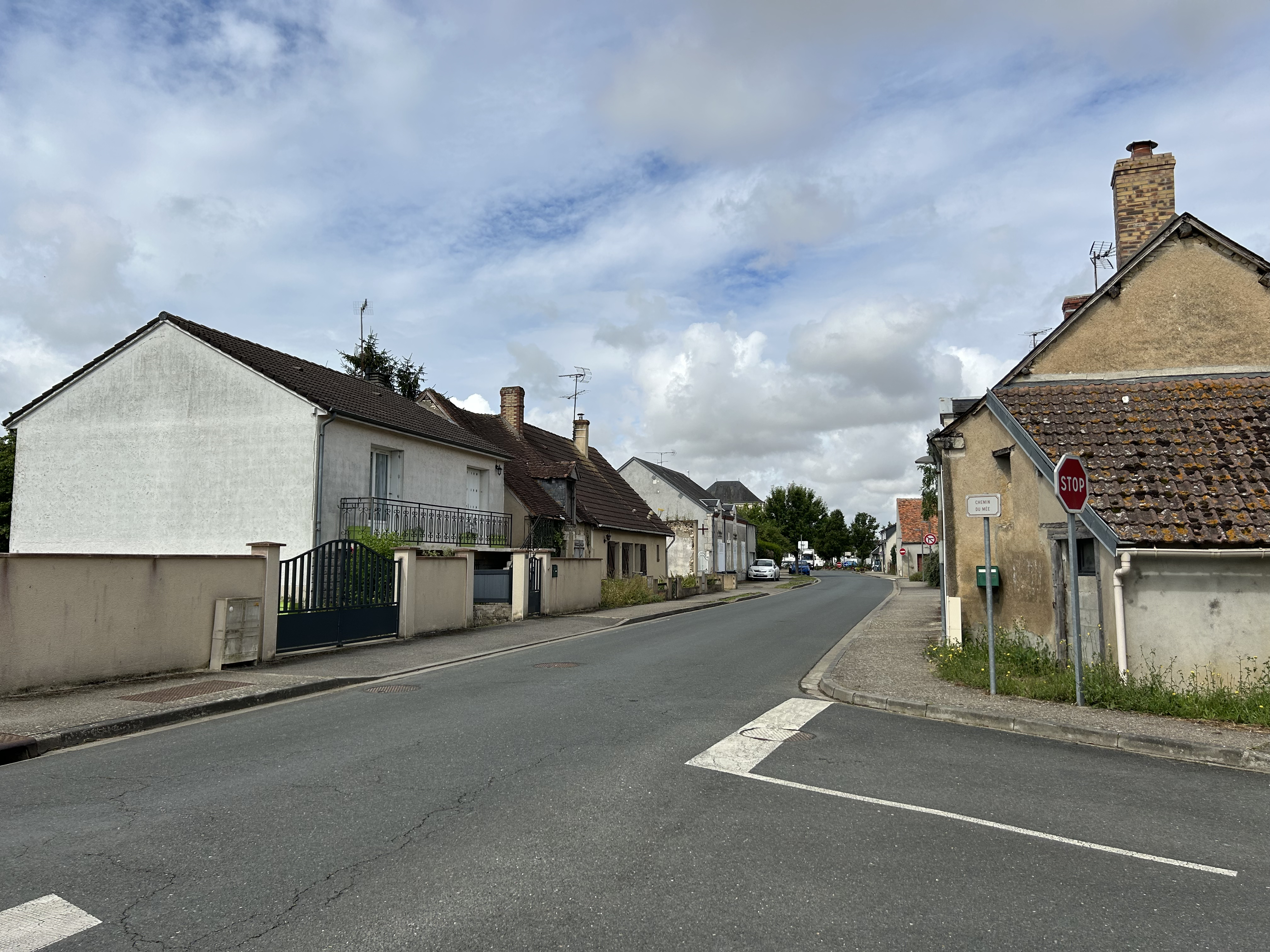
勒梅街口

### 教育
蒙捷绍姆属于奥尔良-图尔学区。截至2021年1月1日，蒙捷绍姆境内共有1所小学、1所普通高中和1所职业高中。2022至2023学年度，蒙捷绍姆境内共有在校中等教育阶段学生115名。

### 医疗
截至2022年1月1日，蒙捷绍姆境内共有全科医生1名、护士1名和药房1家。
距离蒙捷绍姆最近的区域性医疗机构为沙托鲁中心医院（Centre Hospitalier de Châteauroux），其主病区医院位于沙托鲁市区南部，距离蒙捷绍姆市区的正常车程大约16分钟，该院设有床位755个，是安德尔省规模最大的公立综合性医院。

### 住房
2020年，蒙捷绍姆境内共有各类住房783套，其中97.7%为独立式住宅，2.0%为集中式住宅。常住房屋占蒙捷绍姆市镇范围内居民建筑总量的92.7%。
在住房保障政策方面，2022年，蒙捷绍姆境内共有74户家庭获得了住房经济补助，受益人数占总人口数量的4.5%，其中63份为房租补助。

### 商业
2021年，蒙捷绍姆境内共有各类实体商铺25家，其中餐厅2家、杂货店1家、面包房1家、肉铺1家、美容美发店3家、汽车维修店6家。

### 体育
2021年，蒙捷绍姆境内共有2间体育馆、4处网球场以及1处足球或橄榄球场。
截至2024年8月，蒙捷绍姆境内共有三家注册足球俱乐部。蒙捷绍姆体育会（US Montierchaume，编号510635）是当地的代表性足球队，其主队2024至2025赛季参加安德尔省足球联赛丙组（法国第十一级别），其主场为市政球场（Stade Municipal）。

### 环境
蒙捷绍姆的环境事务由其所属的沙托鲁都会城市圈公共社区联合各级政府协调负责。2021年，蒙捷绍姆境内共有3家污染企业。

### 治安
蒙捷绍姆及其附近的共71个市镇是伊苏丹国家宪兵队（zone gendarmerie de Issoudun）的管辖范围。2020年，该宪兵队累计记录各类案件1,473起，其中盗窃类案件746起，经济类案件220起，毒品交易类案件37起。

## 文化
2021年，蒙捷绍姆境内暂无任何文化设施。蒙捷绍姆境内建有市政图书馆（Bibliothèque municipale），每周二、三、五向公众开放。

### 建筑
蒙捷绍姆境内有多处历史建筑，其中圣莫里斯教堂（Église Saint-Maurice）是当地的地标性建筑物，其内部的窗画为法国国家文物保护单位。

### 旅游
蒙捷绍姆的旅游事务由其所属的沙托鲁都会城市圈公共社区联合各级政府协调负责。2023年，蒙捷绍姆境内共有1家酒店共计49间房间。

### 媒体
法国主要的媒体均可在蒙捷绍姆接收，法国电视三台下属的中央-卢瓦尔河谷大区频道在部分时段播出蒙捷绍姆所在安德尔省的地方新闻。《中西部新共和国报》、蓝色法兰西贝里广播、伊苏丹贝里第一电视台等是当地主要的地方性媒体。

## 友好城市
截至2024年8月，蒙捷绍姆暂未与任何城市建立友好城市关系。